# Blutsbrüderschaft (1926)
Blutsbrüderschaft ist ein US-amerikanischer Abenteuerfilm aus dem Jahr 1926 von Herbert Brenon mit Ronald Colman, Neil Hamilton und Ralph Forbes in den Hauptrollen. Der Stummfilm wurde von Famous Players-Lasky produziert und basiert auf dem Roman Beau Geste von Percival Christopher Wren.

## Handlung
Ein Kommando der französischen Fremdenlegion unter Major de Beaujolais eilt zu einer Rettungsmission zu einem abgelegenen französischen Fort. Die einzige Antwort auf die Signale ist ein einzelner Schuss aus der Festung. Bei näherer Betrachtung stellt sich heraus, dass die Insassen der Festung an ihren Schießscharten stehen, aber alle tot sind. Ein ausgesandter Trompeter, der die Palisaden erklimmt, taucht nicht wieder auf. Major de Beaujolais nimmt eine persönliche Untersuchung vor und findet Sergeant Lejaune, der ranghöchste Offizier im Fort, mit einem französischen Bajonett in der Brust vor. Bei einem toten Legionär, der neben dem Sergeant liegt, findet der Major eine Notiz, in der er den Diebstahl eines berühmten Diamanten namens Blue Water zugibt. Die Männer des Kommandos werden nervös, der Major öffnet die Tore und bittet um Freiwillige für eine weitere Untersuchung. Als er wieder innerhalb des Forts ist, stellt er fest, dass die Leichen des Sergeants und des Soldaten verschwunden sind. Die Männer geraten nun vollends in Panik und ziehen sich zurück, um am Morgen weitere Nachforschungen anzustellen, als das Fort plötzlich in Flammen aufgeht.
15 Jahre zuvor leben die Brüder Michael, Digby und John Geste als Mündel von Lady Patricia Brandon auf einem Anwesen in England. Lady Patricia leidet unter der Verschwendungssucht ihres angesehenen Ehemannes. Der Hauptbesitz der Familie ist ein prächtiger Diamant namens Blue Water. Ein reicher Inder, Prinz Ram Singh, will dem Stein kaufen und verhandelt mit Lady Patricia. Bei dem Gespräch sind auch die Brüder anwesend. Eines Abends wird der Diamant gestohlen. Die Brüder gestehen sich gegenseitig den Diebstahl. Am folgenden Morgen findet John eine Nachricht von Michael, in der er sich als Dieb bezichtigt. Eine weitere Nachricht von Digby fordert ihn auf, Michael nicht zu glauben, denn er sei der Dieb. John packt seine Sachen, hinterlässt ebenfalls ein Schuldbekenntnis, folgt seinen ausgerissenen Brüdern und lässt seine Freundin Isabel Rivers zurück.

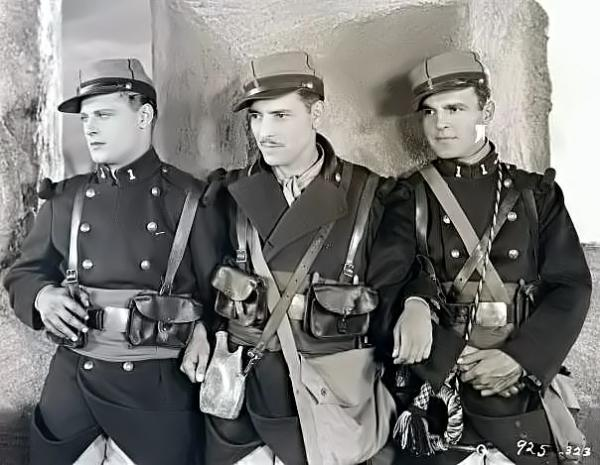
Szenenfoto mit Ralph Forbes (l.), Ronald Colman (M.) und Neil Hamilton (r.)

John erreicht Frankreich und schreibt sich in der Fremdenlegion ein, in die auch Michael und Digby eingetreten sind. Das Trio trifft auf den brutalen Sergeant Lejaune, der die Verbindung auflöst, indem er Michael und John in ein Wüstenfort schickt und Digby zurückhält. Von dem Gefreiten Boldini, der Michaels Geldgürtel stehlen wollte und dabei belauscht hatte, wie sich die Brüder über den Diamanten stritten, erfährt Lejaune von Blue Water. Für den Diebstahlversuch werden Boldinis Hände mit Bajonetten durchbohrt. Unter den Legionären kommt es zu einer Meuterei gegen Lejaune, die jedoch von einem Angriff berberischer Krieger unterbrochen wird. Die Legionäre besetzen die Schießscharten, werden jedoch nach und nach getötet. Auch Michael wird tödlich getroffen, sodass John und Lejaune als Überlebende zurückbleiben. Lejaune durchsucht Michaels Leiche, nachdem sich die Araber zurückgezogen haben. John zieht ein Bajonett, was Lejaune merkt. Er will auf John schießen, wird aber vom sterbenden Michael am Bein des Sergeant gepackt. Der Schuss geht daneben und John stößt das Bajonett durch die Brust des Offiziers. Michael stirbt in Johns Armen und hinterlässt einen Brief für Lady Patricia.
John gibt den Schuss ab, als das Rettungskommando ankommt. Um nicht als Mörder eines Offiziers angeklagt zu werden, versteckt er sich. Der ausgesandte Trompeter ist Digby, der Michaels Leiche findet, aber keine Spur von John. Er erinnert sich an eine Szene aus der Kindheit, bei dem er geschworen hat, Michael ein Wikingerbegräbnis zu verschaffen. Als der Major das Fort betritt, versteckt er sich. Der Major will weitere Freiwillige holen. Den Moment nutzt Digby, Michaels Leiche zu bergen. Da für das Begräbnis ein Hund benötigt wird, der zu Michaels Füssen liegen soll, holt er auch Lejaunes Leiche. In der Nacht zündet Digby das Fort an. In den Dünen trifft Digby auf John. Sie begegnen zwei weiteren Legionären, die Verstärkung holen sollen. Die Gruppe verirrt sich, eines ihrer beiden Kamele stirbt, und Digby, der weiß, dass die vier niemals mit einem Tier durchkommen, hinterlässt eine Nachricht und geht in die Wüste hinaus seinem sicheren Tod entgegen.
John kehrt nach England zurück. Auf dem Brandon-Anwesen informiert er Lady Patricia, dass Michael und Digby gestorben sind und übergibt ihr Michaels Brief. Lady Patricia erfährt, dass Michael, nachdem er ihr Gespräch mit dem Prinzen belauscht hatte, den Diamanten gestohlen hatte. Er wusste, dass sie Blue Water verkaufen wollte, und wollte sie so vor der Verlegenheit bewahren, ihrem verschwenderischen Ehemann Bargeld zu verschaffen.

## Hintergrund
Gedreht wurde der Film vom 4. Januar bis Ende Februar 1951 auf der Iverson Movie Ranch in Chatsworth, der Paramount-Movie-Ranch in Agoura Hills, in Yuma (Arizona), Pasadena, in den Buttercup Dunes sowie in den Paramount-Studios in Hollywood.
1928 produzierte Paramount mit Der weiße Harem, der Verfilmung des zweiten Teils von Wrens Beau-Trilogie, eine lose Fortsetzung, in der Noah Beery sr. und Victor McLaglen, in anderen Rollen, erneut mitspielten.
René Hubert war für das Kostümbild zuständig.

## Veröffentlichung
Die Premiere des Films fand am 25. August 1926 statt. 1927 kam er im Deutschen Reich und in Österreich in die Kinos.

## Kritiken
Die zeitgenössischen Kritiken fielen überwiegend wohlwollend aus. So schrieb Willela Waldorf in der New York Post, dass der Film schon allein für die Wüstenszenen einen Besuch im Kino wert sei. Er sei gute Unterhaltung. Robert E. Sherwood notierte im Magazin Life, wenn der Film manchmal schwach sei, liege es an zu viel Handlung. Bildlich und dramatisch sei er großartig.
Im Rahmen einer Stummfilm-Retrospektive der Toronto Film Society wurde der Film als Archetyp des Fremdenlegionsfilms beschrieben, ein sorgfältig produzierter, unterhaltsamer Abenteuerfilm mit einem faszinierenden Element des Mysteriösen. Melodrama und Gefühl werden mit Diskretion und manchmal mit einem einnehmenden Sinn für Humor behandelt.

## Auszeichnungen
1927 wurde Herbert Brenon mit der Ehrenmedaille der Photoplay Awards ausgezeichnet.